# Partido Monte
Monte ist ein Partido im Norden der Provinz Buenos Aires in Argentinien. Laut einer Schätzung von 2019 hat der Partido 23.699 Einwohner auf 1.890 km². Der Verwaltungssitz ist die Stadt San Miguel del Monte.

## Orte
Monte ist in 3 Ortschaften und Städte, sogenannte Localidades, unterteilt.
- San Miguel del Monte (Verwaltungssitz)
- Abbott
- Zenón Videla Dorna